# Žilavost
Žílavost je lastnost materialov da se težko zlomijo, ko nanje delujejo zunanje sile. Največkrat je povezana z odpornostjo materiala proti udarcem (udarna žilavost) ali pa z odpornostjo materiala proti napredovanju razpok (lomna žilavost).
Udarno žilavost navadno merimo s poskusom po Charpyju. Mera za žilavost je količina energije, ki je potrebna, da z udarcem material prelomimo.
Merimo jo v džulih (joule) in označujemo s črko »a«.
Lomno žilavost merimo s postopki mehanike loma.